# Polyrhachis porcata
Polyrhachis porcata é uma espécie de formiga do gênero Polyrhachis, pertencente à subfamília Formicinae.